# Mark Viduka
Mark Anthony Viduka (ur. 9 października 1975 w Melbourne) – australijski piłkarz chorwackiego i ukraińskiego pochodzenia, występujący na pozycji napastnika, reprezentant kraju.

## Kariera klubowa
Mark Viduka karierę rozpoczął w klubie Melbourne Croatia Knights w 1994, wtedy również zadebiutował w reprezentacji Australii. W 1995 przeniósł się do Chorwacji, gdzie trzy lata występował w klubie Croatia Zagrzeb, z którym grał również w Pucharze UEFA. W grudniu 1998 został kupiony za 3,5 mln funtów przez Celtic F.C. W pierwszym pełnym sezonie zdobył 27 bramek w Scottish Premier League i został wybrany graczem sezonu. W późniejszym okresie swoim zachowaniem i wypowiedziami Viduka nie zyskał sobie przychylności fanów Celtiku, a także faktem, że w meczach z Rangers zdobył jedynie jedną bramkę. Tuż przed sezonem 2000/2001 trener Leeds United David O’Leary zaproponował przejście Viduki do swojego klubu. Leeds zapłaciło 6 mln funtów. Viduka już wcześniej zamierzał opuścić Celtic F.C. z powodu nieudanych występów. W pierwszym sezonie w Premiership Mark Viduka zdobył 22 bramki, w tym cztery w wygranym 4:3 meczu z Liverpool F.C. W kolejnym sezonie (2002/2003) zdobył również 22 gole, tworząc doskonałą parę napastników z Alanem Smithem. Leeds United popadło w kłopoty finansowe, co zmusiło klub do sprzedaży najlepszych zawodników, m.in. Harry’ego Kewella i Robbiego Keane’a. Także Viduką interesowały się kluby takie jak Liverpool F.C. i Manchester United. Odejście piłkarza przyspieszył spadek Leeds United do League Championship w 2004 roku. Latem był on już zawodnikiem Middlesbrough F.C. W pierwszym sezonie Viduka nie grał przez długi czas ze względu na kontuzję. W drugim występował regularnie, zaś największym jego sukcesem jest finał Pucharu UEFA w 2006, przegrany przez Middlesbrough z Sevillą 0:4. W 2007 roku przeniósł się do Newcastle United. Od lata 2009 roku został bez klubu, po czym zakończył karierę sportową.

## Kariera reprezentacyjna
W reprezentacji Australii zadebiutował 8 czerwca 1994 w meczu z Republiką Południowej Afryki (1:0). Wielokrotnie występował w meczach eliminacji do Mistrzostw Świata i w Pucharze Narodów Oceanii. Od 2005 pełni funkcję kapitana drużyny, z którą w tym samym roku po raz pierwszy awansował do Mistrzostw Świata. W swojej karierze rozegrał w drużynie narodowej 31 meczów i zdobył 6 bramek.

## Sukcesy i odznaczenia

### Sukcesy klubowe
- mistrz Australii: 1994/95
- mistrz Chorwacji: 1995/96, 1996/97, 1997/98
- zdobywca Pucharu Chorwacji: 1996, 1997, 1998
- mistrz Pucharu Ligi Szkockiej: 1999/2000

### Sukcesy indywidualne
- król strzelców Australii: 1993/94, 1994/95
- król strzelców Scottish Premier League: 1999/2000

### Odznaczenia
- piłkarz roku Oceanii: 2000
- piłkarz roku SPFA: 2000
- piłkarz roku U-21 Australii: 1993/94, 1994/95
- Johnny Warren Medal: 1993/94, 1994/95